# Medaglia di Cecilia Gonzaga
La medaglia di Cecilia Gonzaga fu realizzata in bronzo dall'artista italiano Pisanello nel 1447 e misura 8,7 cm di diametro.

## Storia
Dopo aver coniato la celebre medaglia di Giovanni VIII Paleologo (1438), ristabilendo la tradizione di effigiare personaggi viventi come nelle monete dell'Impero Romano, Pisanello divenne molto richiesto dalle corti italiane, creando una ventina di medaglie.
Dal 1446 Pisanello fu a Mantova, dove divenne pittore di corte e coniò alcune medaglie per i Gonzaga e per i più alti dignitari di corte. La medaglia di Cecilia è spesso considerata tra i capolavori dell'artista.

## Descrizione
L'opera, dai chiari intenti celebrativi, è virtuosamente esente da una retorica troppo artificiosa, riuscendo a sottolineare l'autorità del personaggio con un misurato ricorso ad elementi decorativi.
Sul recto è effigiata di profilo Cecilia Gonzaga in forma di busto fino al ventre, girato a sinistra, vestita di un elegante abito signorile con ampie maniche. Secondo la moda del tempo l'attaccatura dei capelli è altissima sulla fronte, come si vede anche in altre principesse disegnate da Pisanello. Sulla nuca i capelli sono raccolti con nastri in un'acconciatura elaborata. Lungo il bordo corre in senso orario l'iscrizione CICILIA VIRGO FILIA IOHANNIS FRANCISCI PRIMI MARCHIONIS MANTVE ("Cecilia, vergine, figlia di Gianfrancesco primo marchese di Mantova").
Sul verso si vede la fanciulla (o forse una personificazione dell'Innocenza) seduta su rocce, mentre accarezza con tranquillità la testa di un unicorno (raffigurato come una sorta di caprone con lungo corno dritto in fronte), mansuetamente accovacciato in primo piano. Secondo la mitologia greca gli unicorni erano bestie feroci e selvagge, catturabili solo da vergini, per cui la sua presenza è un evidente richiamo alla virtù della fanciulla. Anche la falce di luna sullo sfondo rimanda a Diana, la mitica dea vergine. A destra si vede una stele con la scritta OPVS PISANI PICTORIS ("opera del pittore Pisan[ell]o") e la data MCCCCXLVII.
L'opera è citata anche dallo scrittore Jorge Luis Borges nel volume "Il libro degli esseri immaginari", sotto la voce "L'unicorno", dove si parla proprio del mitico animale raffigurato all'interno della medaglia.